# 原生物種
原生物種（英語：indigenous species）又稱本土物種（native species），在生物學中指其在該地的分布純粹是自然演化造成的，沒有人為引入的因素夾雜其中。

## 背景
每種野生生物都有一定的自然分布範圍，在該範圍內，該生物被視為是原生物種。物種有可能因人類活動而散布到原生範圍之外，在這些區域該物種就會被視為外來物種。
原生物種不一定是特有種，在生物學及生態學中，特有種是指分布僅侷限於某一地區的某物種，而原生物種則可能在分布於某區域的同時，亦分布於另一區域。原生物種及特有種的觀念都不表示該物種一定起源或演化自該區域。